# Ponta da Furna
A Ponta da Furna é uma formação geológica costeira de São Tomé e Príncipe, localizada a Oeste da ilha do Príncipe. Esta acidente geológico localiza-se próximo à Praia da Ribeira Izé, ao ilhéu Bombom e à Ponta Marmita.